# Campionati europei di salto ostacoli 2023
I Campionati europei di salto ostacoli 2023 si sono svolti a Milano, in Italia, dal 31 agosto al 3 settembre 2023. 

## Podi
| Evento           | Oro           | Argento           | Bronzo           |
| Gara individuale | Steve Guerdat | Philipp Weishaupt | Julien Epaillard |
| Gara a squadre   | Svezia        | Irlanda           | Austria          |

## Medagliere
| Posiz. | Nazione  | Oro | Argento | Bronzo | Totale |
| ------ | -------- | --- | ------- | ------ | ------ |
| 1      | Svezia   | 1   | 0       | 0      | 1      |
| 1      | Svizzera | 1   | 0       | 0      | 1      |
| 3      | Irlanda  | 0   | 1       | 0      | 1      |
| 3      | Germania | 0   | 1       | 0      | 1      |
| 5      | Austria  | 0   | 0       | 1      | 1      |
| 5      | Francia  | 0   | 0       | 1      | 1      |
| Totale | Totale   | 2   | 2       | 2      | 6      |